# Terrain de camping
Pour les articles homonymes, voir Camping (homonymie).

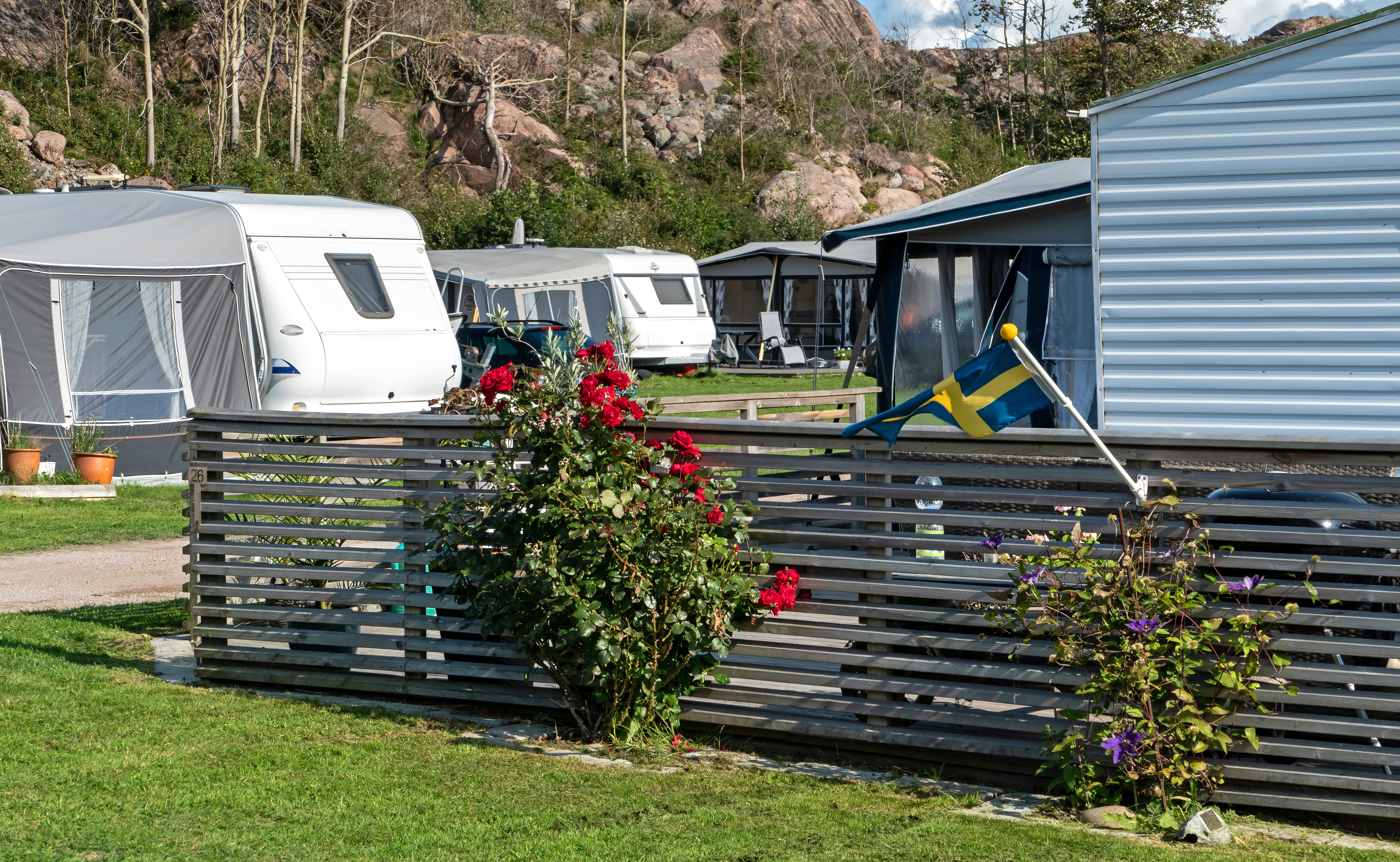
Un terrain de camping en Suède.

Un terrain de camping – ou simplement camping – est un espace à l'air libre prévu pour permettre une activité de camping, soit l'installation temporaire de tentes, caravanes et autres camping-cars. Souvent divisé en plusieurs emplacements destinés à autant de groupes d'utilisateurs, il peut s'agir d'un simple site naturel dont le sol présente au moins quelques replats à la végétation limitée. Au contraire, lorsqu'il propose de multiples services touristiques, il peut prendre la forme d'un véritable complexe immobilier disposant de nombreux équipements, par exemple des toilettes, des douches, un amphithéâtre ou une piscine, entre autres. Dans ce dernier cas, et par métonymie, les mots « camping » ou « terrain de camping » désignent aussi l'organisation qui opère les infrastructures.